# Ree Gaun
Ree Gaun (nep. रिगाउँ) – gaun wikas samiti w środkowej części Nepalu w strefie Bagmati w dystrykcie Dhading. Według nepalskiego spisu powszechnego z 2001 roku liczył on 1057 gospodarstw domowych i 6035 mieszkańców (3059 kobiet i 2976 mężczyzn).